# 스타벅스 용인에버랜드R점
스타벅스 용인에버랜드R점은 대한민국 경기도 용인시 처인구 포곡읍에 위치한 에버랜드의 글로벌페어에 있는 커피전문점이며, 2019년 7월 16일 화요일부터 개점했다.

### 특징
KPOP 홀로그램 전시관이 있던 자리에 새로 들어온 스타벅스의 국내진출 20주년을 기념하던 매장이다.
워크스루 매장이다. 매장 안에 들어가지 않고 정면에 바라볼 때 오른쪽 구석으로 가면, 작은 매대가 있다. 워크스루로 주문하고자 할 땐 그 곳에서 주문하면 된다.